# رومان مارتينيز (ملاكم)
رومان مارتينيز مواليد 31 يناير 1983 في بورتوريكو، هو ملاكم محترف بورتوريكي. حقق بطولة منظمة الملاكمة العالمية.

## إحصائيات
خاض خلال مسيرته 37 نزالا، فاز في 30 وتعادل في 3 وخسر في 4. فاز بالضربة القاضية في 18 نزالا.

## روابط خارجية
- رومان مارتينيز على موقع بوكس ريك (الإنجليزية) (registration required)